# Dekanat Kraków-Kazimierz
Dekanat Kraków – Kazimierz – jeden z 45 dekanatów w rzymskokatolickiej archidiecezji krakowskiej.

## Parafie
W skład dekanatu wchodzi 7 parafii:
- parafia Bożego Ciała – Kraków Kazimierz
- parafia Miłosierdzia Bożego – Kraków Grzegórzki (Os. Oficerskie)
- parafia św. Katarzyny Aleksandryjskiej – Kraków Kazimierz
- parafia św. Kazimierza – Kraków Grzegórzki
- parafia św. Mikołaja – Kraków Grzegórzki (Wesoła)
- parafia św. Stanisława Biskupa i Męczennika – Kraków Grzegórzki (os. Dąbie)
- Rektorat kościoła Zmartwychwstania Pańskiego – Kraków Cmentarz Rakowicki

## Sąsiednie dekanaty
Kraków–Centrum, Kraków–Mogiła, Kraków–Podgórze, Kraków–Prądnik, Kraków–Salwator